# Mocedades

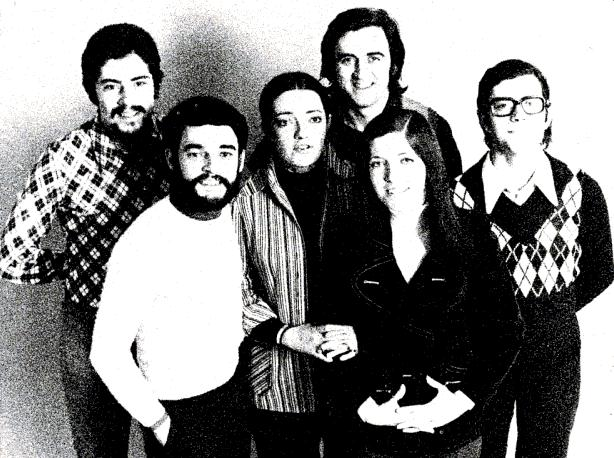
Mocedades (1973)

I Mocedades sono un gruppo musicale spagnolo, in particolare basco, originario di Bilbao, conosciuto soprattutto negli anni settanta.
Fondato nel 1967 il gruppo è molto popolare in Spagna e in Sudamerica.
In Italia hanno partecipato al Festival di Sanremo 1973 con Addio amor.
Parteciparono all'Eurovision Song Contest 1973 con Eres Tu che si classificò seconda e li consacrò definitivamente. Incisero anche la versione inglese Touch the Wind che ebbe un discreto successo negli Stati Uniti e in Canada.
Hanno inciso la cover in lingua spagnola del brano Cercando l'oro di Angelo Branduardi con il titolo El Tren del Fin del Mundo.

## Discografia
- 1969 Mocedades (anche chiamato Mocedades 1 o Pange Lingua)
- 1970 Mocedades (anche chiamato Mocedades 2 o Más allá)
- 1971 Mocedades (anche chiamato Mocedades 3 u Otoño)
- 1973 Mocedades (anche chiamato Mocedades 4 o Eres tú)
- 1974 Mocedades 5
- 1975 La otra España
- 1976 El color de tu mirada
- 1977 Mocedades 8
- 1978 Kantaldia
- 1978 Mocedades 10
- 1980 Amor
- 1981 Desde que tú te has ido
- 1982 Amor de hombre
- 1983 La música
- 1984 La vuelta al mundo de Willy Fog
- 1985 15 Años de Música (disco en directo)
- 1986 Colores
- 1989 Sobreviviremos
- 1992 Íntimamente
- 1995 Suave luz
- 1997 Mocedades canta a Walt Disney
- 2007 Mocedades canta a Juan Luis Guerra